# Karl Engel
Karl (Rudolf) Engel (Birsfelden, 1 de junio de 1923 - Chernex, 2 de septiembre de 2006) fue un pianista suizo.
En 1952 a Engel le fue otorgado el segundo premio en el Concurso Musical Internacional Reina Elisabeth tras Leon Fleisher. Durante su carrera de conciertos cultivó el Lied y trabajó extensamente en las obras de Wolfgang Amadeus Mozart, Ludwig van Beethoven y Robert Schumann. También Fue profesor en la Musikhochschule Hannover durante tres décadas.

## Formación
Engel fue estudiante de Paul Baumgartner (1903-1976) en el Conservatorio de Basilea de 1942 a 1945. Después de la Segunda Guerra Mundial estudió con Alfred Cortot en la École Normale de Musique de París, en el periodo 1947-1948.

## Carrera
Karl Engel giró internacionalmente como solista con orquestas, en recitales y como intérprete de música de cámara. Destacan sus ciclos completos de los conciertos para piano de Mozart en el periodo1974-1976, con la Orquesta del Mozarteum de Salzburgo, dirigida por Leopold Hager (Till Engel y L. Hager tocaron los dos conciertos dobles KV 242 & 365). También destacan sus interpretaciones de las Sonatas de Piano de Mozart y Beethoven. Sus versiones de las obras completas para piano de Robert Schumann fueron muy apreciadas en los años 70. También se distinguió como acompañante en recitales de Lied con Dietrich Fischer-Dieskau, Hermann Prey, Peter Schreier y Brigitte Fassbaender. Entre sus compañeros de música de cámara estuvieron el violonchelista Pau Casals, el violinista Yehudi Menuhin y el Cuarteto Melos.
De 1958 a 1986 Karl Engel fue profesor de piano en la Hochschule für Musik, Theater und Medien Hannover, Alemania. Desde 1989 dirigió famosas máster clases en Francia, Canadá y Portugal.

## Discografía
Karl Engel grabó la música de piano completa de Mozart y de Robert Schumann e hizo numerosas grabaciones con los cantantes Dietrich Fischer-Dieskau, Hermann Prey, Brigitte Fassbaender, Peter Schreier y otros. También grabó una versión notable del concierto para Piano de Ígor Stravinski.

## Familia
Hijo: Till Engel (* 1951), pianista, Profesor en la Folkwang Hochschule de Essen, Alemania.